# Lorenzo Filiasi
Lorenzo Filiasi (Nàpols, 25 de març de 1878 - Roma, 30 de juliol de 1963) fou un compositor italià.
La seva òpera Manuel Menéndez va guanyar concurs de composició de l'editorial Sonzongo en 1904. Això va portar a l'estrena de l'obra al Teatre Líric de Milà el 15 de maig de 1904. Popularment rebut, l'òpera va ser muntada per les cases d'òpera de tot Itàlia, incloent-hi el Teatre Costanzi de Roma i el Teatro di San Carlo de Nàpols el 1905. La seva òpera Fior di Neve es va estrenar a La Scala l'1 d'abril de 1911, tenint en el rol principal al tenor Giuseppe Armanini. I la seva òpera Mattutino d'Assís es va estrenar al Teatro di San Carlo el 16 de gener de 1941.